# Mark Weber
Mark Weber (* 9. Oktober 1951 in Portland, Oregon) ist ein Geschichtsrevisionist und Holocaustleugner.
In den 1970er-Jahren studierte Weber Geschichte in München. In dieser Zeit betätigte er sich als Mitglied der von Gary Lauck gegründeten „NSDAP Aufbau- und Auslandsorganisation (NSDAP/AO)“, einer Organisation, die das ab 1933 während der Zeit des Nationalsozialismus in Deutschland von der Nationalsozialistischen Deutschen Arbeiterpartei geschaffene System erneut einführen möchte.
In Veröffentlichungen sowie auf zahlreichen, von rechtsextremistischen und neonazistischen Gruppierungen organisierten Veranstaltungen behauptet Weber, der Holocaust habe nicht stattgefunden. Im Prozess gegen den Holocaustleugner Ernst Zündel 1988 in Toronto/Kanada trat Weber als von Zündel benannter Zeuge auf. Weber ist seit 1995 Direktor des in Kalifornien/USA ansässigen „Institute for Historical Review“, einer Einrichtung, die unter dem Deckmantel vermeintlicher Wissenschaftlichkeit Arbeiten von Holocaustleugnern aus aller Welt zusammenführt, selbst holocaustleugnende Schriften u. a. über den „IHR Newsletter“ sowie die Zeitschrift „Journal of Historical Review“ verbreitet und Treffen für Amateur-Geschichtsschreiber organisiert, auf denen der Holocaust geleugnet wird.